# Piz Corvatsch
El Piz Corvatsch es una montaña en la cordillera de los Alpes de Bernina, con vistas al lago Sils y al lago Silvaplana, en la región de Engadin, en el cantón de los Grisones. Con una elevación de 3 451 m, es el punto más alto de la cadena que separa el valle principal del Eno del Val Roseg. Aparte del Piz Corvatsch, otras dos cumbres ligeramente más bajas conforman el macizo de Corvatsch: el Piz Murtèl ( 3 433 m; al norte del Piz Corvatsch) y la cumbre sin nombre donde se encuentra la estación superior del teleférico de Corvatsch ( 3 303 m; al norte del Piz Murtèl). Políticamente, la cumbre de Piz Corvatsch es compartida entre los municipios de Sils im Engadin y Samedan, aunque la cumbre de 3.303 m de altura se encuentra entre los municipios de Silvaplana y Samedan. El punto central entre los municipios mencionados es la cumbre del Piz Murtèl. 
En el lado este del macizo se encuentran varios glaciares. El más grande, debajo del Piz Corvatsch, se llama Vadret dal Murtèl. El segundo más grande, debajo del Piz Murtèl y la estación, se llama Vadret dal Corvatsch. 

El teleférico de Corvatsch comienza sobre el pueblo de Surlej, al este de Silvaplana y culmina a 3.298 m. Desde allí, se puede llegar a la cumbre de Piz Corvatsch atravesando el Piz Murtèl. En invierno y primavera, la montaña forma parte de una zona de esquí, que se encuentra entre las más altas de Suiza y los Alpes orientales. 